# Гарет Моррісон
Гарет Моррісон (англ. Gareth Morrison; нар. 1981 або 1982, Единбург, Шотландія) — шотландський актор, продюсер і сценарист. Знімається у фільмах жанрів жаху, драми та трилера. Відомий за роллю студента в серіалі Таггерт і за роллю радянського снайпера Потровского у фільмі жахів Пекельний бункер: Повстання спецназу.

## Біографія
Гарет Моррісон народився в шотландському місті Единбург у 1981 або 1982 року.
Кар'єру актора Гарет почав у 2005 році, зігравши роль студента в телесеріалі «Таггерт».
Протягом всієї кар'єри зіграв більш ніж у 14 фільмах.

### Особисте життя
Одружений, має двох дітей.

## Фільмографія

### Кар'єра актора
| Рік  |   | Українська назва                     | Оригінальна назва             | Роль                               |
| ---- | - | ------------------------------------ | ----------------------------- | ---------------------------------- |
| 2005 | с | Таггерт                              | Taggart                       | студент                            |
| 2012 | ф | Пекельний бункер: Чорне Сонце        | Outpost: Black Sun            | зомбі                              |
| 2013 | ф | Зіткнення                            | Crash                         | поліцейський                       |
| 2013 | ф | Пекельний бункер: Повстання спецназу | Outpost: Rise of the Spetsnaz | Потровский, снайпер Червоної Армії |
| 2014 | ф |                                      | Skeletons                     | Том                                |
| 2014 | ф | Нічний калейдоскоп                   | Night Kaleidoscope            | Томмі                              |
| 2015 | ф |                                      | Time Teens: The Beginning     | Квінт                              |
| 2015 | ф |                                      | Swung                         | Лезерман                           |
| 2015 | ф |                                      | The Daniel Connection         | Луберт                             |
| 2015 | ф |                                      | Exodus 21:24                  | Бен                                |
| 2016 | ф |                                      | Tommy's Honour                | місцевий                           |
| 2017 | ф |                                      | The Clan MacLeod              | Тідал                              |
| 2017 | ф | Нічний калейдоскоп                   | Night Kaleidoscope            | тато Фіони                         |

### Кар'єра продюсера
| Рік  |   | Українська назва | Оригінальна назва | Роль |
| ---- | - | ---------------- | ----------------- | ---- |
| 2014 | ф |                  | Skeletons         |      |

## Цікаві факти
- Зріст актора становить 185 см, вага 88 км.